# 卡托格拉福夫島
69°12′S 157°43′E / 69.200°S 157.717°E
卡托格拉福夫島（英語：Kartografov Island）是南極洲的島嶼，位於奧次地，處於哈羅德灣入口處的西部，美國海軍在1946至1947年拍攝空中照片，該海灣由蘇聯探險隊命名。